# Административно-территориальное деление Никольского района (Вологодская область)
Никольский район — административно-территориальная единица в Вологодской области Российской Федерации. В рамках организации местного самоуправления ему соответствует одноимённое муниципальное образование Никольский муниципальный район.
Административный центр — город Никольск.

## Административно-территориальные единицы

Сельсоветы Никольского района

Никольский район в рамках административно-территориального устройства, включает 18 административно-территориальных единиц: 1 город районного значения (Никольск) и 17 сельсоветов:
| №  | Сельсовет       | Соответствующее муниципальное образование |
| -- | --------------- | ----------------------------------------- |
| 1  | Аргуновский     | Аргуновское СП                            |
| 2  | Байдаровский    | Никольское СП                             |
| 3  | Вахневский      | Никольское СП                             |
| 4  | Верхнекемский   | Кемское СП                                |
| 5  | Завражский      | Завражское СП                             |
| 6  | Зеленцовский    | Зеленцовское СП                           |
| 7  | Краснополянский | Краснополянское СП                        |
| 8  | Кумбисерский    | Никольское СП                             |
| 9  | Лобовский       | Никольское СП                             |
| 10 | Милофановский   | Зеленцовское СП                           |
| 11 | Нигинский       | Краснополянское СП, Никольское СП         |
| 12 | Нижнекемский    | Кемское СП                                |
| 13 | Осиновский      | Краснополянское СП                        |
| 14 | Переселенческий | Краснополянское СП                        |
| 15 | Пермасский      | Краснополянское СП                        |
| 16 | Полежаевский    | Краснополянское СП                        |
| 17 | Теребаевский    | Никольское СП                             |

## Муниципальные образования

Муниципальные образования с 2018 г.

Никольский муниципальный район в рамках организации местного самоуправления включает 7 муниципальных образований нижнего уровня, в том числе 1 городское и 6 сельских поселений
| Муниципальное образование          | Административный центр | Административно-территориальные единицы (состав по структуре ОКАТО)                                             |
| ---------------------------------- | ---------------------- | --- |
| город Никольск                     | Никольск               | город Никольск                                                                                                  |
| Аргуновское сельское поселение     | Аргуново               | Аргуновский сельсовет                                                                                           |
| Завражское сельское поселение      | Завражье               | Завражский сельсовет                                                                                            |
| Зеленцовское сельское поселение    | Зеленцово              | Зеленцовский, Милофановский сельсоветы                                                                          |
| Кемское сельское поселение         | Борок                  | Верхнекемский, Нижнекемский сельсоветы                                                                          |
| Краснополянское сельское поселение | Никольск               | Краснополянский, Осиновский, Полежаевский, Пермасский, Переселенческий сельсоветы, частично Нигинский сельсовет |
| Никольское сельское поселение      | Никольск               | Байдаровский, Кумбисерский, Вахневский, Лобовский, Нигинский, Теребаевский сельсоветы                           |

### История муниципального устройства

Муниципальные образования в 2006—2013 гг.

Первоначально к 1 января 2006 года на территории муниципального района были образованы 14 сельских поселений и 1 городское поселение.
| Муниципальное образование          | Административный центр | Административно-территориальные единицы (состав по структуре ОКАТО) |
| ---------------------------------- | ---------------------- | ------------------------------------------------------------------- |
| город Никольск                     | Никольск               | город Никольск                                                      |
| Аргуновское сельское поселение     | Аргуново               | Аргуновский сельсовет                                               |
| Байдаровское сельское поселение    | Байдарово              | Байдаровский, Кумбисерский сельсоветы                               |
| Вахневское сельское поселение      | Вахнево                | Вахневский, Лобовский сельсоветы                                    |
| Верхнекемское сельское поселение   | Борок                  | Верхнекемский сельсовет                                             |
| Завражское сельское поселение      | Завражье               | Завражский сельсовет                                                |
| Зеленцовское сельское поселение    | Зеленцово              | Зеленцовский сельсовет                                              |
| Краснополянское сельское поселение | Никольск               | Краснополянский сельсовет, частично Нигинский сельсовет             |
| Милофановское сельское поселение   | Милофаново             | Милофановский сельсовет                                             |
| Нигинское сельское поселение       | Нигино                 | Нигинский сельсовет                                                 |
| Нижнекемское сельское поселение    | Никольское             | Нижнекемский сельсовет                                              |
| Осиновское сельское поселение      | Осиново                | Осиновский сельсовет                                                |
| Пермасское сельское поселение      | Пермас                 | Пермасский, Переселенческий сельсоветы                              |
| Полежаевское сельское поселение    | Полежаево              | Полежаевский сельсовет                                              |
| Теребаевское сельское поселение    | Теребаево              | Теребаевский сельсовет                                              |

Муниципальные образования в 2013—2015 гг.

Муниципальные образования в 2015—2018 гг.

Законом Вологодской области от 1 апреля 2013 года были упразднены Осиновское и Полежаевское сельские поселения (включены в Краснополянское сельское поселение с административным центром в городе Никольске); Милофановское (включено в Зеленцовское); Верхнекемское и Нижнекемское (объединены в Кемское сельское поселение с административным центром в посёлке Борок).
| Муниципальное образование          | Административный центр | Административно-территориальные единицы (состав по структуре ОКАТО)                |
| ---------------------------------- | ---------------------- | ---------------------------------------------------------------------------------- |
| город Никольск                     | Никольск               | город Никольск                                                                     |
| Аргуновское сельское поселение     | Аргуново               | Аргуновский сельсовет                                                              |
| Байдаровское сельское поселение    | Байдарово              | Байдаровский, Кумбисерский сельсоветы                                              |
| Вахневское сельское поселение      | Вахнево                | Вахневский, Лобовский сельсоветы                                                   |
| Завражское сельское поселение      | Завражье               | Завражский сельсовет                                                               |
| Зеленцовское сельское поселение    | Зеленцово              | Зеленцовский, Милофановский сельсоветы                                             |
| Кемское сельское поселение         | Борок                  | Верхнекемский, Нижнекемский сельсоветы                                             |
| Краснополянское сельское поселение | Никольск               | Краснополянский, Осиновский, Полежаевский сельсоветы, частично Нигинский сельсовет |
| Нигинское сельское поселение       | Нигино                 | Нигинский сельсовет                                                                |
| Пермасское сельское поселение      | Пермас                 | Пермасский, Переселенческий сельсоветы                                             |
| Теребаевское сельское поселение    | Теребаево              | Теребаевский сельсовет                                                             |

Законом Вологодской области от 25 июня 2015 года были упразднены Байдаровское, Вахневское, Нигинское и Теребаевское сельские поселения (объединены в Никольское с административным центром в городе Никольске).
| Муниципальное образование          | Административный центр | Административно-территориальные единицы (состав по структуре ОКАТО)                   |
| ---------------------------------- | ---------------------- | ------------------------------------------------------------------------------------- |
| город Никольск                     | Никольск               | город Никольск                                                                        |
| Аргуновское сельское поселение     | Аргуново               | Аргуновский сельсовет                                                                 |
| Завражское сельское поселение      | Завражье               | Завражский сельсовет                                                                  |
| Зеленцовское сельское поселение    | Зеленцово              | Зеленцовский, Милофановский сельсоветы                                                |
| Кемское сельское поселение         | Борок                  | Верхнекемский, Нижнекемский сельсоветы                                                |
| Краснополянское сельское поселение | Никольск               | Краснополянский, Осиновский, Полежаевский сельсоветы, частично Нигинский сельсовет    |
| Никольское сельское поселение      | Никольск               | Байдаровский, Кумбисерский, Вахневский, Лобовский, Нигинский, Теребаевский сельсоветы |
| Пермасское сельское поселение      | Пермас                 | Пермасский, Переселенческий сельсоветы                                                |

Законом Вологодской области от 7 июня 2018 года было упразднено Пермасское сельское поселение (включено в Краснополянское).